# Antonio Francesco Gori

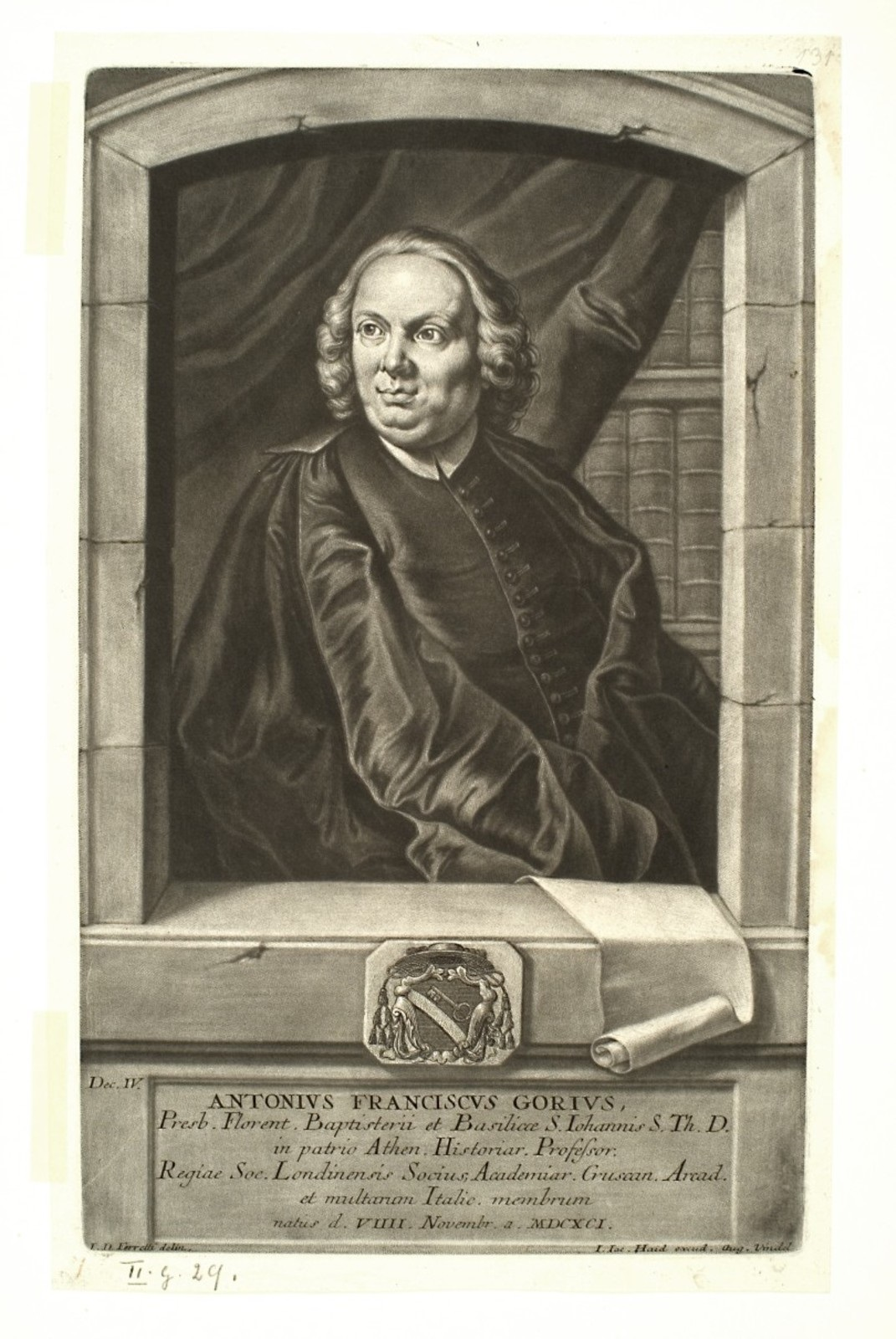
Zeitgenössisches Schabblatt von Johann Jacob Haid.

Anton(io) Francesco Gori (* 9. November 1691 in Florenz; † 20. Januar 1757 ebenda) war ein italienischer Altertumsforscher und Priester. Der Antiquar machte sich insbesondere um die Erforschung von Gemmen und der Etrusker verdient.

## Leben
Anton Francesco Gori war Schüler des florentinischen Gräzisten Anton Maria Salvini. 1726 wurde er zum Priester geweiht und trat in einen christlichen Orden ein. Gori setzte die Arbeiten Filippo Buonarrotis fort, der seinerseits Thomas Dempsters Forschungen zu den Etruskern fortgeführt hatte. Ab 1727 publizierte er diese Arbeiten in einem umfangreichen epigrafischen Sammelwerk, den Inscriptiones antiquae in Etruriae urbibus exstantes, das hohe Wertschätzung erlangte, sowie Monumentum sive columbarium libertorum et servorum Liviae Augustae et Caesarum. Romae detectum in Via Appia, anno MDCCXXVI. 1730 wurde er aufgrund dieser wissenschaftlichen Beiträge zum Professor für Welt- und Heilgeschichte an das Studio fiorentino berufen. Seit dessen Umzug nach Florenz stand er in engem Kontakt zu Philipp von Stosch. 1735 war er einer der Mitbegründer der Società Colombaria und förderte vor allem deren Zweigstellen in Palermo und Livorno. Obwohl Gori sich, unterstützt durch den päpstlichen Nuntius Domenico Silvio Passionei, Hoffnungen machte, wurde nicht er, sondern der Mediziner Antonio Cocchi 1738 Antiquar der Uffizien, da der neue und seit langem erste Nicht-Medici-Großfürst Franz I. Stephan zu dieser Zeit die Laisierung des florentischen Staatsapparates vorantrieb.
Nachdem Gori die Zusammenarbeit mit Giovanni Lamis Novelle Letterarie beendet hatte, wirkte er, unterstützt von Stosch, am Giornale de' letterati mit. 1743 wurde er zum Revisor (Vorzensor) der gedruckten Schriften in Florenz, 1746 Propst am Baptisterium San Giovanni. Bei der Installierung eines neuen Barockaltars sorgte er für die Bewahrung des alten romanischen Altars und die grafische Dokumentation. Als Forscher war er hoch angesehen, was sich auch an den Mitgliedschaften in wichtigen wissenschaftlichen und kulturellen Gesellschaften zeigte. 1737 wurde Gori Mitglied der Accademia della Crusca, 1755 der Académie royale des Inscriptions et Médailles, der Accademia Etrusca di Cortona, Accademia degli Apatisi, Accademia del Vangelista und der Royal Society. Für die Accademia del Vangelista verfasste er vermutlich Komödienszenarien. Seine Bibliothek ging nach seinem Tod an die Universitätsbibliothek der Universität Pisa, die erhaltene Korrespondenz wird in der Biblioteca Marucelliana aufbewahrt und ist zu einem Großteil online einsehbar. Seine Sammlung von Altertümern sowie Kunst des Mittelalters und der Renaissance, die deutlich die verschiedenen Interessensgebiete Goris widerspiegelte, ist heute zerstreut. Sein Testament war sehr weitschweifig und deshalb Ziel einigen Spottes. Er wurde in der Kirche San Marco in Florenz bestattet.
In skurriler Weise ging Gori in die Geschichte ein, als er im Zuge der Umbettung des Körpers von Galileo Galilei in ein monumentales Grab am 12. März 1737 den Mittelfinger der rechten Hand des berühmten Forschers an sich brachte und diesen in einer Flasche aufbewahrt der Bibliotheca Medicea übergab.

## Werk

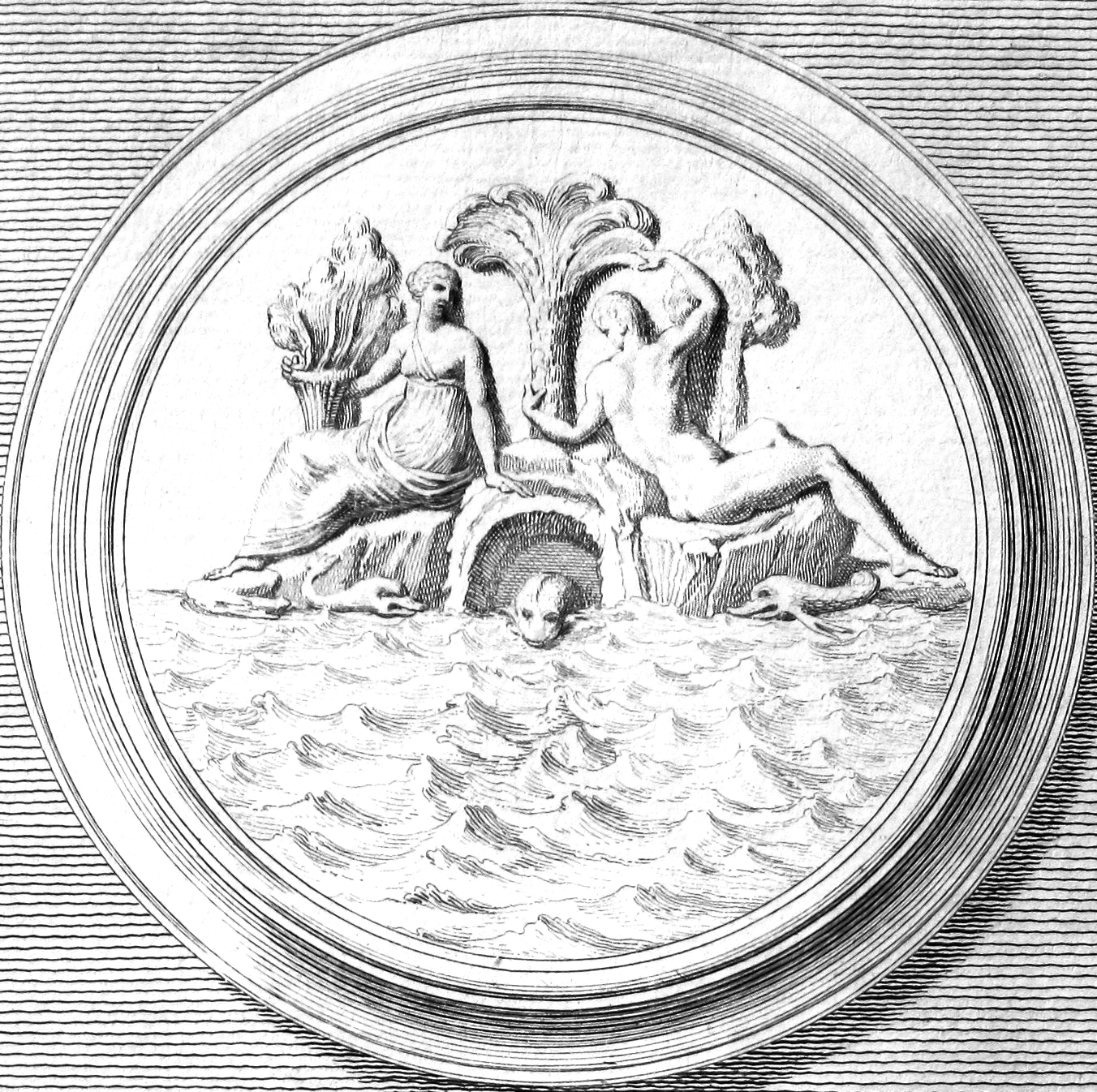
Abbildung einer Gemme aus dem zweiten Band des Museum Florentinum (1732)

Gori hat mehrere bedeutende Werke verfasst. Die erste Schrift von Bedeutung waren die dreibändigen, zwischen 1727 und 1743 veröffentlichten Inscriptiones antiquae in Etruriae urbibus exstantes. Damit nahm er ältere Forschungen zu den Etruskern wieder auf und setzte sie fort. Es wurde vor allem von Lodovico Antonio Muratori gerühmt. Dieses Werk ermöglichte ihm, das Columbarium der Freigelassenen und Sklaven der Livia zu erforschen und zu publizieren. Das mit zahlreichen Illustrationen und Dokumenten bereicherte Werk Monumentum sive columbarium libertorum et servorum Liviae Augustae et Caesarum. Romae detectum in Via Appia, anno MDCCXXVI war nach der Bearbeitung von Francesco Bianchini die zweite Publikation der Anlage, doch anders als Bianchini hatte Gori direkten Zugang, was den Wert der Arbeit trotz der oberflächlicheren Architekturdarstellungen erhöhte. Die 21 Illustrationen stammten von Girolamo Odam, die von ihm gestaltete Rekonstruktion wurde noch von Giovanni Battista Piranesi herangezogen. Jeder der Stiche wurde von einem reichen Gönner finanziert, darunter Joseph Smith und Thomas Dereham. 1733 veröffentlichte Gori eine Übersetzung des Longinos zugeschriebenen Werks Über das Erhabene. Noch bis ins 19. Jahrhundert wurde der Text immer wieder aufgelegt, der in der Zeit von nachhaltiger Bedeutung für die Poetik war.

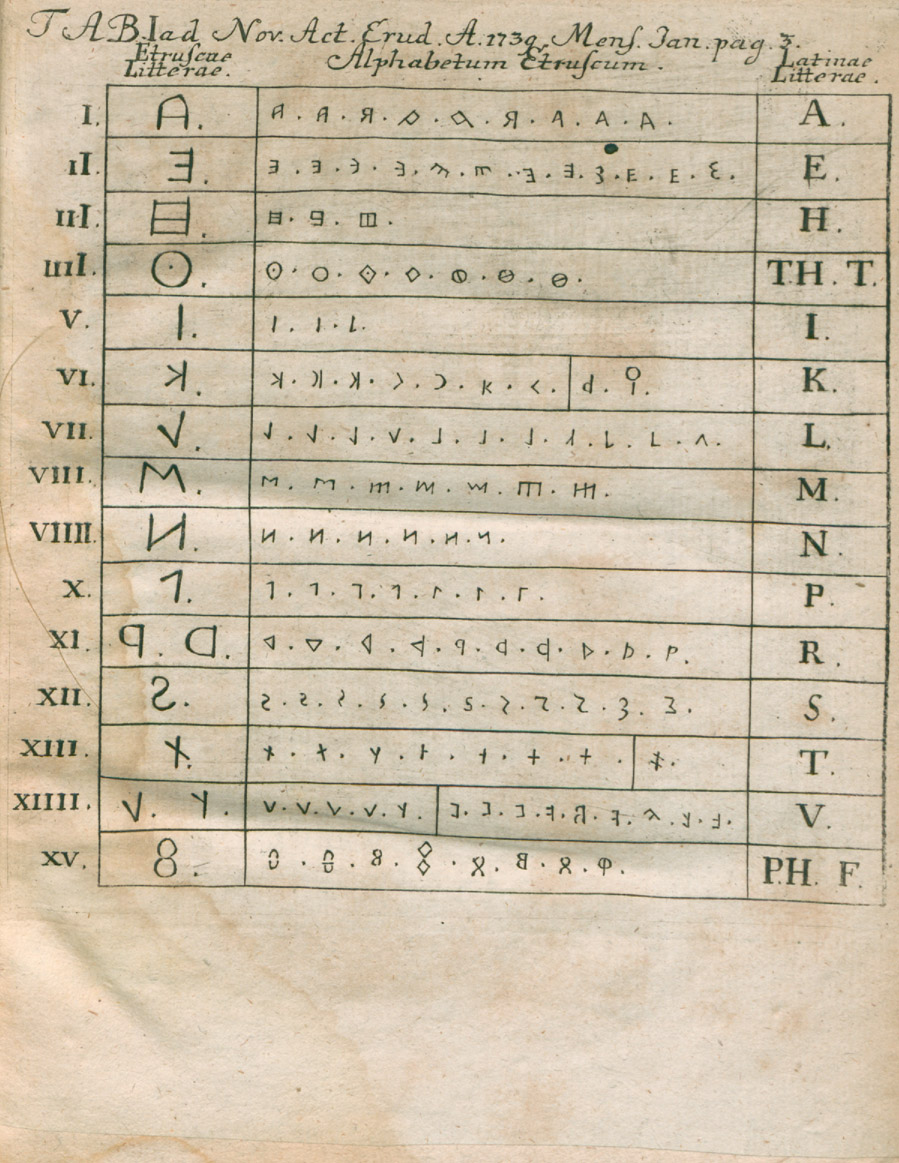
Illustration zur etruskischen Schrift im Museum Etruscum (Acta eruditorum, 1739)

1731 begann Gori mit der Veröffentlichung seines Hauptwerks, des Museum Florentinum exhibens insignior vetustatis monumenta quae Florentiae sunt. Bis 1743 publizierte er mehrere Bände. Hierbei orientierte er sich am Ordnungsprinzip von Filippo Buonarroti. Ziel des Werkes war die großangelegte Präsentation der privaten Antikensammlungen von Florenz, hierbei wurde er von einem Konsortium aus Aristokraten aus Prestigegründen nachhaltig unterstützt. Die ersten drei Bände sind der Glyptik gewidmet, bei der Arbeit stand er unter dem Einfluss von Baron von Stosch. Die Gemmenkunde war schon in den Inscriptiones antiquae von Bedeutung, hier hatte Gori Gemmen mit Namensbeischriften veröffentlicht. Eher kritisch aufgenommen wurden die drei folgenden Bände zu den Münzen, die er noch nach Material und Dimensionen statt nach Regionen und Orten publizierte. Für 1744 war ein weiterer Band mit bemalten Vasen geplant, den er jedoch nicht veröffentlichte, möglicherweise weil er Zweifel an der etruskischen Herkunft der Vasen gewonnen hatte und anhand der griechischen Inschriften erkannte, dass sie in Wirklichkeit griechischer Herkunft waren. So bezweifelte er die Echtheit der Lasimos-Inschrift, was sich später bewahrheitete. Das Museum Florentinum fand eine weite Verbreitung und wurde noch lange immer wieder aufgelegt. In französischen und deutschen Übersetzungen gab es Kurzfassungen des Werkes. Lorenz Natter inspirierte das Werk zu seinem Museum Britannicum und noch Salomon Reinach verwendete die Abbildungen für seine Arbeiten im Jahr 1895. Bis heute hat es aufgrund der mittlerweile weit verstreuten dort aufgeführten Sammlungen großen wissenschaftshistorischen Wert. Für die Zeichnungen beauftragte Gori unter anderem Giovanni Domenico Campiglia, Giovanni Domenico Ferretti und Antonio Pazzi.

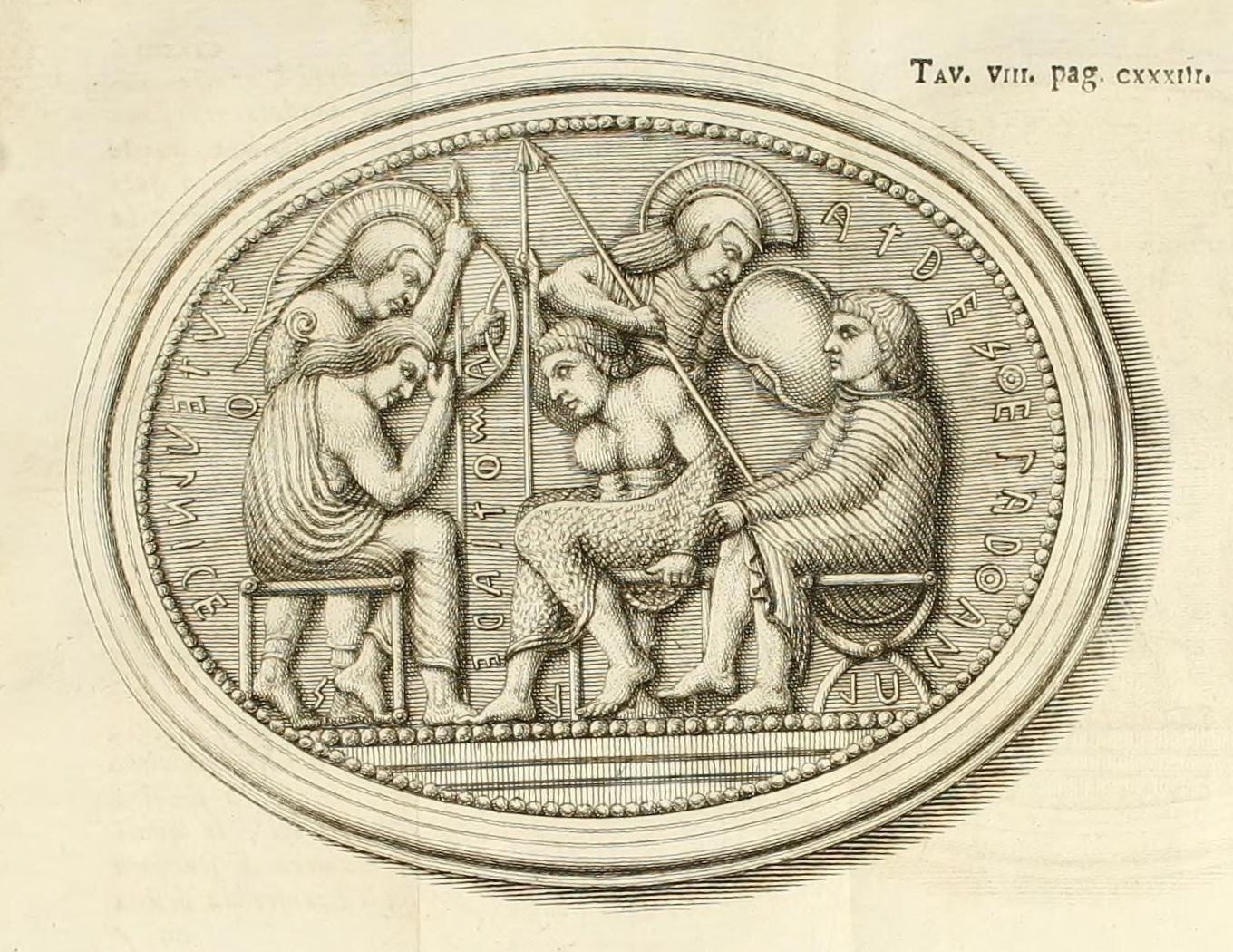
Holzstich des Stosch’schen Steins aus der Storia antiquaria etrusca (1749)

Es folgte ein weiteres dreibändiges Werk, das zwischen 1737 und 1743 veröffentlichte Museum Etruscum exhibens insignia veterum Etruscorum monumenta. Unterstützung bei der Recherche für das Werk erhielt er unter anderem durch Paolo Maria Paciaudi und dessen Verbindungen in Süditalien. Seit 1739 hatte das Werk einen lange ausgetragenen Streit mit Scipione Maffei verursacht, Maffei hielt Gori ein falsches, an Louis Bourguet orientiertes Verständnis des Etruskischen Alphabets vor. Zudem stand das Werk wegen der zum Teil äußerst unkritischen Aufnahme umstrittener Artefakte in der Kritik. Gori interpretierte beispielsweise jede figürliche Votivbronze als Darstellung einer Gottheit, doch waren nach Annibale degli Abbati Olivieri (1740) nur vier der 34 Bronzen überhaupt echt. In den 1740er Jahren widmete sich Gori zunächst anderen Publikations- und Editionsprojekten. So gab er verschiedene Schriften und Übersetzungen von Giovanni Bartolomeo Casaregi und Silvio Silvini ebenso heraus wie einen Katalog zu den orientalischen, also den arabischen, aramäischen und anderen orientalischen Sprachen, Handschriften der Biblioteca Medicea Laurenziana.
Seit 1748 veröffentlichte Gori seine Forschungen in einer eigenen Reihe, den Symbolae litterariae opuscula varia philologica, scientifica, antiquaria, signa, lapides, numismata, gemmas et monumenta medii aevi. Hier publizierte er bis 1754 in 20 Bänden seine Forschungen und Editionen. 1750 gab er mit seinem Schüler Giovanni Battista Passeri den Thesaurus gemmarum antiquarum astriferarum, also zu den Gemmen mit Sternen, heraus. Erneut widmete er sich hier den antiken Gemmen und zeigte gereifte Methoden bei der darstellenden Typologie. Eine geplante größere Arbeit zu den Gemmen konnte er nicht mehr realisieren. Als letztem größerem neuen Themengebiet nahm sich Gori in der Tradition Ridolfino Venutis in Admiranda antiquitatum Herculanensium descripta et illustrata ad annum 1750 der Entdeckungen in Herculaneum an. Zwei Jahre nach dem Tod Goris brachte Passeri die Arbeit zu den spätantiken Diptychen, Thesaurus veterum diptychorum consularium et ecclesiasticorum, heraus. Goris Schrift Picturae etruscorum in Vasculis über etruskische Vasen gab Passeri 1767 unter eigenem Namen heraus.

## Publikationen
- Descrizione della Cappella di S.Antonio arcivescovo di Firenze. 1728.
- Museum Florentinum. (12 Bände), Florenz 1731–1762.
- Museum Etruscum. (3 Bände), Florenz 1736–1743.
- Vita di Michelagnolo Buonarroti pittore, scultore architetto e gentiluomo fiorentino. 1746.
- Notizie del memorabile scoprimento dell’antica città di Ercolano vicina a Napoli. 1748.
- Storia antiquaria etrusca. Florenz 1749. (online)
- mit Giovanni Battista Passeri: Thesaurus gemmarum antiquarium astriferarum. 1750.
- Prodomo della Toscana illustrata. 1755.
- Monumenta sacrae vetustatis insigna baptisteri Florentini. 1756.
- Thesaurus veterum diptychorum. (Bände), 1759.